# C Sharp
A szócikk címe technikai okok miatt pontatlan. A helyes cím: C#.
A C# (kiejtése: szí-sárp, de ismert a cisz elnevezés is) a Microsoft által a .NET keretrendszer részeként kifejlesztett objektumorientált programozási nyelv. A nyelv alapjául a C++ és a Java szolgált.

## Története

### Előzmények
A 90-es években a Microsoft a saját Java keretkörnyezetét a saját operációsrendszer-specifikus függvényeivel és szolgáltatásaival bővítette ki, amire viszont nem volt engedélye (a Java licencét birtokló) Sun Microsystemstől. A Microsoft-féle Javára fejlesztett alkalmazások nem lettek volna futtathatók más rendszereken, ami ellenkezik a Java platform-függetlenségre vonatkozó alapelvével. A Sun végül beperelte a Microsoftot, és ezt követően a Microsoft a Java eltávolítására kényszerült a Windows rendszerekből (természetesen a Java-t a továbbiakban is lehet külön rendszerként telepíteni). A Microsoft egy saját keretrendszer fejlesztésébe kezdett. Ez lett a .NET (kiejtése: dotnet), és ehhez a keretrendszerhez adták ki programnyelvként a C# első verzióját. A későbbiekben ezt a nyelvet úgy fejlesztették tovább, hogy meglegyen az egyensúly a programozó nyelvi szabadsága és a gyors alkalmazásfejlesztés lehetősége között. Rengeteg hivatalosan kiadott bővítmény létezik hozzá, amelyek a kódolást könnyebbé teszik.
A C# fejlesztését Anders Hejlsberg vezette, aki a Turbo Pascal tervezője is volt. A .NET osztálykönyvtárait a programozók eredetileg egy sajátos, ún. SMC (Simple Managed C) nyelven írták. 1999-ben azonban Hejlsberg (aki addig a J++ nyelven dolgozott) vezetésével egy csapat alakult egy új programozási nyelv létrehozására, akkoriban COOL (C-like Object Oriented Language, magyarul: C-szerű Objektumorientált Nyelv) fedőnév alatt. A cél egy olyan nyelv megalkotása volt, mellyel teljesen objektumorientált módon lehet a keretrendszer komponenseit fejleszteni. Egy évvel később, 2000 júliusában a PDC konferencián a .NET-tel, és az ASP.NET-tel együtt a C#-ot is bemutatták, immár ezen névvel, hogy az esetleges szerzői jogi problémákat megelőzzék. Bár sok bírálat érte megjelenésekor, főleg a Java-s táborból, miszerint a Microsoft pusztán legyártotta a saját Java verzióját, Anders azt nyilatkozta, hogy a nyelvet sokkal inkább a C++-hoz szerették volna közelíteni.

### Verziók
| Verziószám |  | Megjelenés       | Főbb újdonságok |
| ---------- |  | ---------------- | --- |
| 2.0        |  | 2005. november   | Generikus és parciális típusok, anonim metódusok, iterátorok                                                       |
| 3.0        |  | 2006. november   | Implicit módon megadott lokális változók, lambda-, és lekérdezés-kifejezések, kifejezésfák, objektuminicializálók  |
| 3.5        |  | 2007. november   | Language Integrated Query, lambda-kifejezések, kiegészítő metódusok                                                |
| 4.0        |  | 2010. április    | Dinamikus kötés, opcionális paraméterek, generikus ko- és kontravariancia, Párhuzamos programozás támogatás, PLINQ |
| 5.0        |  | 2012. augusztus  | Aszinkron feladatok, párhuzamos programozás továbbfejlesztése                                                      |
| 6.0        |  | 2015. július     | Null kondicionális operátor, statikus importálás, csak olvasható auto tulajdonságok                                |
| 7.0        |  | 2017. március    | Out változók, Tuple típus, Pattern matching, helyi metódusok, throw kifejezések                                    |
| 7.1        |  | 2017. augusztus  | aszinkron Main metódus                                                                                             |
| 7.2        |  | 2017. november   | private protected hozzáférési szint, számok tagolásához használható a _ karakter                                   |
| 7.3        |  | 2018. május      | stackalloc tömb inicializáció                                                                                      |
| 8.0        |  | 2019. szeptember | Nullable referencia típusok                                                                                        |
| 9.0        |  | 2020. szeptember | Rekordtípusok, init only setterek, mintaillesztés, kódgenerátor                                                    |
| 10.0       |  |                  | |

### Szabványosítás
A Microsoft benyújtotta a C# nyelvi specifikációját az ECMA-hoz formális szabványosításra. 2001 decemberében az ECMA kiadta az ECMA-334 C# Language Specification szabványt, 2003-ban pedig ISO szabvány lett (ISO/IEC 23270). Több független megvalósítás is folyamatban van, többek között:
- Mono, a Ximian nyílt forráskódú .NET implementációja
- dotGNU és a Portable.NET a Free Software Foundationtól

Bár a Mono Project egy nagyrészt kompatibilis nyílt forráskódú C# fordítót állított elő (lehetővé téve az ilyen kódok futtatását Linux és Macintosh rendszereken), a nyelv Windows operációs rendszereken kívüli használata nem terjedt el, mivel az osztálykönyvtárakat szolgáltató .NET Framework portolása más rendszerek alá még kezdetleges stádiumban van.[forrás?] Ugyanakkor a Mono az utóbbi években rohamos fejlődésnek indult, amit elősegített a Microsoft és a Novell (a Mono „anyacége”) együttműködése a Microsoft Silverlight technológiájának Linux illetve Macintosh rendszerekkel kompatibilis változatának – a Moonlightnak – a készítésekor.

## Áttekintés
A C# az a programozási nyelv, ami a legközvetlenebb módon tükrözi az alatta működő, minden .NET programot futtató .NET keretrendszert, valamint erősen függ is attól: nincsen nem menedzselt, natív módban futó C# program. A primitív adattípusai objektumok, a .NET típusok megfelelői. Szemétgyűjtést használ, valamint az absztrakcióinak többsége (osztályok, interfészek, delegáltak, kivételek…) a .NET futtatórendszert használja közvetlen módon.
A C vagy C++ nyelvhez hasonlítva a C# több korlátozást és továbbfejlesztést is tartalmaz. A lehetőségei közül néhány:
- A mutatók és a nem ellenőrzött aritmetika csak egy speciális, nem biztonságos módban (unsafe mode) használható. A legtöbb objektum-hozzáférés csak biztonságos hivatkozásokon keresztül tehető meg, és az aritmetikai műveletek debug módban túlcsordulás szempontjából ellenőrzöttek.
- Az objektumok nem szabadíthatók fel közvetlen módon, ehelyett a szemétgyűjtő szabadítja fel őket, mikor már nincs rájuk hivatkozás. Ez a módszer kizárja a nem létező objektumokra való hivatkozás lehetőségét.
- A destruktorok (~) elérhetőek. A megfelelően megírt IDisposable interfész (Disposable programozási minta), aminek a lefutását garantálja using blokk, együtt kikényszerítheti az azonnali felszabadítást az osztályon belüli natív erőforrások esetében. A nem natív erőforrások felszabadítását ebben az esetben is a szemétgyűjtő (Garbage Collector) végzi. A finalizerek szintén rendelkezésre állnak, de nem váltanak ki azonnali felszabadítást. Finalizer a Dispose eljárás javasolt implementációs módozatában nem fut le, mivel az ajánlás szerint a szemétgyűjtőt utasítani kell a finalizer hívás kihagyására.
- A nyelv csak egyszeres öröklődést támogat, de egy osztály több interfészt is megvalósíthat.
- A C# sokkal típusbiztosabb, mint a C++. Az egyetlen implicit konverzió a biztonságos konverzió, úgy mint az egészek tágabb intervallumba konvertálása vagy a leszármazott osztályok alaposztályba konvertálása. Nincs implicit konverzió az egészek és a logikai típus (boolean) között, a felsorolás tagok és az egészek között. Nincsenek void mutatók (bár az Object osztályra mutató mutatók hasonlóak), valamint bármely, a felhasználó által definiált implicit konverziót explicit módon meg kell jelölni.
- A felsorolás adattagjai a saját névterükben helyezkednek el.
- A 2.0-s verziótól felfelé már rendelkezik a generikus programozás néhány eszközével.
- Tulajdonságok (Properties) használhatók, amelyek úgy tesznek lehetővé kódfuttatást mezők beállításakor és olvasásakor, hogy közben az adattagok szintaxisát használja.

### Összehasonlítás a Javával
A Microsoft bár úgy fejlesztette ezt a nyelvet, mint a saját Java implementációját, bizonyos tulajdonságokban azonban eltérő szemléletmódot követ a két rendszer. Ilyen különbségek például:
- A Java alapértelmezett láthatósága mindig csomagon (package) belül publikus, a C#-nál mindig privát, a protected jelentése eltér, illetve támogatja az internal és a protected internal láthatóságot
- A C# támogatja a parciális osztályokat (2.0-s verziótól felfelé), és az operátor-felüldefiniálást (en:Operator Overloading)
- A metódusok a Javában alapból virtuálisak, ellentétben a C#-pal
- A Java ellenben például lehetővé teszi a fordításidejű kivételkezelést
- A Java támogatja az egzisztenciális generikusokat, míg a C# a ko- és kontravarianciát (4.0-s verziótól) a generikusoknál
- A C# támogatja az azonos nevű, de eltérő verziójú szerelvények betöltését, ezzel szemben a Java-ban nincs ilyen támogatás
- Java esetén nincsenek tulajdonságok, amelyek megkönnyítenék az objektumok belső változóinak az ellenőrzött lekérését és módosítását. Helyette ez a funkció Getter és Setter metódusokkal van megvalósítva.
- A C# támogatja a delegált metódusokat, amely hasonló funkciót valósít meg, mint C++ esetén a függvény mutatók.
- A C# a delegált metódusoknak köszönhetően támogatja az eseménykezelést
- A C# esetén van unsafe (nem biztonságos) kontextus, amelyben létezik mutató típus. (optimalizációt segíti)
- A C# esetén van unchecked (nem ellenőrzött) kontextus, amiben a változók túlcsordulása és helyes típus konvertálása felülbírálható (optimalizációt segíti)

Szintaxisban a két nyelv ugyanabba a nyelvcsaládba (C/C++ alapú nyelvek) tartozik, tehát mindkettőre a kapcsos zárójeles tagolás, sor végi pontosvessző a jellemző, ezért a kód nagyban hasonlít.

### Kódkönyvtárak
A legtöbb programozási nyelvtől eltérően a C# megvalósítások nem rendelkeznek önálló, eltérő osztály- vagy függvénykönyvtárakkal. Ehelyett a C# szorosan kötődik a .NET keretrendszerhez, amitől a C# kapja a futtató osztályait és függvényeit. A .NET keretrendszer osztálykönyvtárat tartalmaz, ami a .NET nyelvekből felhasználható egyszerű feladatok (adatreprezentáció és szövegmanipuláció) végrehajtásától kezdve a bonyolult (dinamikus ASP.NET weblapok generálása, XML feldolgozás és reflexió) feladatokig. A kód névterekbe van rendezve, mely a hasonló funkciót ellátó osztályokat fogja össze. Például System.Drawing a grafikai, System.Collections az adatstruktúra és System.Windows.Forms a Windows ablakos megjelenítéséért felelős funkciókat fogja össze.
További rendezési szint az assembly (szerelvény). Egy assembly állhat egy fájlból, vagy több összelinkelt fájlból (az al.exe segítségével), ami több névteret és objektumot tartalmazhat. A különböző feladatokhoz szükséges osztályokat assemblyk (például System.Drawing.dll, System.Windows.Forms.dll) hivatkozásával vagy a központi könyvtár (mscorlib.dll a Microsoft megvalósításában) használatával érhetik el a programok.
A .NET keretrendszer támogatja azonos nevű, de eltérő verziójú assemblyk betöltését, amelyek verziózott implementációkat tartalmazhatnak, így könnyedén lehetővé válik egy alkalmazáson belül a visszafelé kompatibilitás eltérő implementációk betöltésével és példányosításával.

## Példaprogramok
Egy egyszerű C# program:
```
public
 
class
 
ExampleClass

{

    
public
 
static
 
void
 
Main
()

    
{

        
System
.
Console
.
WriteLine
(
"Helló világ!"
);

    
}

}

```

A program megjeleníti a Helló világ! szöveget a konzolon. A program részletei a következők:
```
public
 
class
 
ExampleClass

```

Ez az osztálydeklaráció. Publikus, azaz bármely más projekt szabadon használhatja az osztályt. Az összes információ a kapcsos zárójelek között az osztály leírását szolgálja. Minden programban kötelező legalább egy osztályt implementálni, itt ennek neve ExampleClass lett.
```
public
 
static
 
void
 
Main
()

```

Ez a függvény a program belépési pontja, ahol a program végrehajtása megkezdődik, mindig a Main() nevet viseli.
```
System
.
Console
.
WriteLine
(
"Helló világ!"
);

```

Ez a rész felel meg a feladat végrehajtásának. A Console egy rendszerobjektum, ami egy parancssort jelképez. A Console objektum WriteLine metódusának meghívása a paraméterként átadott szöveget kiírja a parancssorba.

### Változók és deklarációk
Ahhoz, hogy értékeket tudjunk megadni, először változót kell deklarálni, és utána inicializálni azt.
deklaráció: int x;
inicializálás: x = 10;
Ezt lehet egyszerre is: int x = 10;
Egy példa a változókra:
```
class
 
Változók
                           
// A nyelv támogatja az Unicode-karakterek használatát, így pl. ékezetek is tehetők a nevekbe.

{

    
public
 
static
 
void
 
Main
()

    
{

        
int
 
i
 
=
 
10
;
                      
// Az egész típusú i változó értéke 10.

        
System
.
Console
.
WriteLine
(
i
);
     
// Kírjuk a képernyőre.

        
int
 
i2
 
,
 
i3
;
                     
// Többszörös deklarálás

        
i2
 
=
 
12
;
                         
// Inicializáció

        
i3
 
=
 
13
;

        
Console
.
WriteLine
(
i2
);

        
Console
.
WriteLine
(
i3
);

        
const
 
double
 
állandó
 
=
 
3.1415
;
   
//Egy állandó deklarációja és inicializálása

        
double
 
d
 
=
 
12.3
;
                 
//Tizedestört

        
float
 
f
 
=
 
0.65F
;
                 
//Az F betűvel jelezzük, hogy lebegőpontosan ábrázolandó.

        
char
 
c
 
=
 
'c'
;
                    
// A char 1 karaktert tud tárolni (és azt ' ' jelek között kell megtenni).

        
string
 
s
 
=
 
"Helló világ!"
;
       
// A string karaktersorozatot tud tárolni "" jelek között.

        
Console
.
WriteLine
(
"double: {0}, float: {1}, char: {2}, string: {3}, állandó: {4}"
,
d
,
f
,
c
,
s
,
állandó
);
 
//kiírjuk a képernyőre az eredményeket. A {0} helyére a d, az {1} helyére az f... fog kerülni.

        
Console
.
ReadKey
();
               
// A program egy billentyű lenyomására vár,

                                         
//tehát nem fog véget érni a programunk, míg meg nem nyomunk egy gombot.

    
}

}

```

### Operátorok

#### Matematikai
Az operátorok műveletek: +, -, *, /, %(maradékképzés). A C++-ban bevezetett jelölések itt is léteznek, tehát például:
i = i+1; ez ugyanaz, mint ez: i++;
i = i+d; ez ugyanaz, mint ez: i += d;
i = i*d; ez ugyanaz, mint ez: i *= d;...
Relációs:
Relációs jelek segítségével két érték között végezhetünk viszonyításokat. pl: < (kisebb) > (nagyobb), <= (kisebb vagy egyenlő) >= (nagyobb  vagy egyenlő), != (nem egyenlő), == (egyenlő) ...
példa:
```
...

        
int
 
x
 
=
 
10
;

        
int
 
y
 
=
 
23
;

        
Console
.
WriteLine
(
y
 
<
 
x
);
  
// kiírja, hogy false (hamis)

        
Console
.
WriteLine
(
y
 
==
 
x
);
 
// hamis

        
Console
.
WriteLine
(
y
 
!=
 
x
);
 
//true (igaz)

        
Console
.
WriteLine
(
x
 
<=
 
y
);
 
// x kisebb (vagy egyenlő) mint y: igaz

        
Console
.
ReadKey
();

...

```

#### Logikai / feltételes
A logikai műveletek is elérhetőek hasonlóan a kiinduló nyelvekhez:
- && : és
- || : vagy
- ! : negáció
- stb.

példa:
```
...

        
bool
 
igaz
 
=
 
true
;
   
// Az igaz nevű változó értéke igaz.

        
bool
 
hamis
 
=
 
false
;
 
// A hamis nevűé hamis.

        
if
(
 
igaz
 
==
 
false
 
||
 
hamis
 
==
 
false
 
)
 
// Ha az igaz hamis vagy a hamis hamis, akkor kiírja a szöveget.

        
{

            
System
.
Console
.
WriteLine
(
"Az egyik jó volt."
);

        
}

...

```

A && balról jobbra haladva kezdi kiértékelni a vele összekapcsolt kifejezéseket, és ha olyat talál, ami hamis, akkor a többit már ki sem értékeli, hiszen a teljes kifejezés értéke most már biztosan hamis lesz. Ugyanígy ha a || elér egy igaz kifejezéshez, tovább már nem értékel, mert itt már biztos, hogy a teljes kifejezés igaz lesz.

### Vezérlési szerkezetek

#### Elágazások (szelekciók)
Az elágazás valamilyen feltételtől függő tevékenység végrehajtását jelenti. Két alapvető fajtája van: a kétágú és a többágú szelekció. Kétágú szelekció esetén (if, else) a program futása vagy az igaz vagy a hamis ágon folytatódik. Többágú szelekciónál lehetőség van egy kifejezés eredményének több lehetséges állapotától függő tevékenység elvégzésére.
Példa:
```
...

        
Console
.
WriteLine
(
"Adjon meg egy számot:"
);

        
int
 
x
 
=
 
Convert
.
ToInt32
(
Console
.
ReadLine
());
 
// bekérünk egy egész típusú számot, ha nem egész típusú, akkor is az lesz, mert átkonvertáljuk.

        
switch
(
x
)
 
// vizsgáljuk az x-et

        
{

            
case
 
17
:
 
// ha 17

                
Console
.
WriteLine
(
"x == 17"
);

                
break
;
 
// kilépünk a switchből

            
case
 
10
:
 
//ha 10

                
Console
.
WriteLine
(
"x == 10"
);

                
break
;
 
// kilépünk

            
default
:
 
// ha egyik sem

                
Console
.
WriteLine
(
"Default"
);

                
break
;
 
// kilépünk

        
}

...

```

#### Ciklusok (iterációk)
Amikor egy adott utasítás vagy utasítássorozatot többször kell elvégeznünk akkor ciklust használunk, például: ki kell írni a konzolra 0-100-ig a számokat. A ciklusoknak alapvetően három típusa létezik: a számlálásos, az elöltesztelős és a hátultesztelős. A számlálásos ciklus egyik megvalósítási formája a for ciklus:
```
        
for
(
int
 
i
 
=
 
0
;
 
i
 
<=
 
100
;
 
i
++
)
 
//addig fog ismétlődni a ciklus, amíg az i el nem éri a 100-at

        
{

            
System
.
Console
.
WriteLine
(
i
);

        
}

```

Elöltesztelős ciklus a while kulcsszóval érhető el:
```
        
int
 
i
 
=
 
0
;
         
//kezdőérték beállítása

        
while
(
 
i
 
<=
 
100
 
)
  
// ciklusfeltétel megadása

        
{

            
System
.
Console
.
WriteLine
(
i
);

            
i
++
;
 
//ciklusváltozó növelése

        
}

```

Hátultesztelős a do-while párossal:
```
        
do

        
{

            
Console
.
WriteLine
(
"Adjon meg két számot:"
);

            
int
 
egyik
 
=
 
Convert
.
ToInt32
(
Console
.
ReadLine
());

            
int
 
másik
 
=
 
Convert
.
ToInt32
(
Console
.
ReadLine
());

            
int
 
eredmény
 
=
 
egyik
 
+
 
másik
;

            
Console
.
WriteLine
(
"Az összeguk: {0}"
,
 
eredmény
);

            
Console
.
WriteLine
(
"Ha ki akar lépni, üsse be, hogy kilépés, ha nem, akkor azt, hogy vissza!"
);

            
választás
 
=
 
Convert
.
ToString
(
Console
.
ReadLine
());

        
}

        
while
 
(
választás
 
!=
 
"kilépés"
);
 
// Ha nem a kilépés szót írjuk be, újrakezdődik a ciklus.

```

Létezik a C#-ban még egy különlegesebb ciklusvezérlő, ez a foreach. Egy adott tömb, vagy lista elemein megy végig, a különlegessége, hogy nem kell megadni kilépési pontot, sem feltételt, egyszerűen akkor marad abba, ha a végére ér az adott adatstruktúrának. Használata javasolt, mivel írásmódja szebb, mint a hagyományos for ciklusé, és a belőle forduló kód a legtöbb esetben optimálisabb CIL kódot eredményez a többi módszerhez képest.
Példa:
```
...

        
int
[]
 
számok
 
=
 
new
 
int
[
7
]{
1
,
3
,
2
,
5
,
7
,
4
,
9
};

        
int
 
páros
 
=
 
0
;

        
int
 
páratlan
 
=
 
0
;

        
foreach
(
 
int
 
i
 
in
 
számok
 
)

        
{

            
if
 
(
i
 
%
 
2
 
==
 
0
)
 
páros
++
;

            
else
 
páratlan
++
;

        
}

...

```

A ciklusok köze lehet sorolni még az Array osztály statikus metódusát a ForEachet. Ez egy tömböt és egy Actiont kér paraméterként. Ezt akkor érdemes használni ha nem szeretnénk módosítani a tömb elemeit hanem csak kiírni vagy felhasználni. Mivel ez egy metódos ebben a blockban nem lehet használnia break és continue utasításokat.
```
int
[]
 
számok
 
=
 
new
 
int
[]
 
{
 
1
,
5
,
7
,
12
,
8
,
35
,
17
 
};

int
 
páros
 
=
 
0
;

int
 
páratlan
 
=
 
0
;

Array
.
ForEach
(
számok
,
 
szám
 
=>

{

	
if
 
(
szám
 
%
 
2
 
==
 
0
)
 
páros
++
;

	
else
 
páratlan
++
;

});

```

### Felsorolástípus (enum)
A felsorolás típust akkor szoktuk használni, ha sok elemet akarunk megadni. Ez az összegyűjtés (enumeration) magától megszámozza az elemeket 0 -...-ig, de ha saját számozást akarunk, akkor magunk is megszámozhatjuk. Például:
```
class
 
EnumClass

{

    
enum
 
színek
{
piros
,
 
kék
,
 
zöld
,
 
sárga
};

    
public
 
static
 
void
 
Main
()

    
{

        
System
.
Console
.
WriteLine
(
színek
.
zöld
);
 
// kiírja a színt

        
//ciklus a színeken történő végighaladásra

        
for
(
 
színek
 
i
 
=
 
színek
.
piros
;
 
i
 
<=
 
színek
.
sárga
;
 
i
++
)

        
{
 
// i = piros, piros kisebb és egyenlő sárga ( piros<kék<zöld<sárga )

            
System
.
Console
.
WriteLine
(
i
);

        
}

        
System
.
Console
.
ReadKey
();

    
}

}

```

### Tömbök
A tömb az az adattípus, amikor egy adott típusú változóból egy sorozatot, vektort vagy mátrixot készítünk. Általános szintaxis: Típus[] változónév = new Típus[hossz];. Például:
```
class
 
Tömbök1

{

    
public
 
static
 
void
 
Main
()

    
{

        
int
[]
 
számok
 
=
 
new
 
int
[
5
]
 
{
1
,
 
3
,
 
6
,
 
3
,
 
2
};
 
// létrehozunk egy tömböt és utána megadjuk az elemeit

        
int
[]
 
számok2
;

        
számok2
 
=
 
new
 
int
[]
 
{
3
,
 
6
,
 
1
,
 
6
,
 
8
,
 
3
};
 
// az elemek számából magától kiszámolja, hogy hány elemű...

        
string
[]
 
karakterlánc
 
=
 
new
 
string
[
3
]
 
{
"egy"
,
 
"kettő"
,
 
"harom"
};

        
Console
.
WriteLine
(
"A számok tömb 5. elemének értéke: {0}"
,
 
számok
[
4
]);

        
Console
.
WriteLine
(
"A számok2 tömb 3. elemének értéke: {0}"
,
 
számok2
[
2
]);

        
// a tömbök indexelése 0-tól kezdődik, így a 4. indexű elem a tömb 5. eleme

        
// ciklus, mely végighalad a tömb elemein:

        
for
(
 
int
 
i
 
=
 
0
;
 
i
 
<
 
karakterlánc
.
Length
;
 
i
++
 
)
 
Console
.
WriteLine
(
karakterlánc
[
i
]);

        
Console
.
ReadKey
();

    
}

}

```

A System.Collections.Generic névtér további adatszerkezeteket tartalmaz, amelyek bizonyos célokra hasznosabbak, mint a tömbök:
- Sorozat (Queue): egyszerű FIFO-adatszerkezet
- Verem (Stack): egyszerű LIFO-adatszerkezet
- Lista (List): hasonlít a tömbhöz, de nincs előre definiált mérete
- Halmaz (HashSet): hasonlít a listához, de az elemeknek nincs sorrendje, és egy elem legfeljebb egyszer szerepelhet benne
- Szótár (Dictionary): kulcs-érték párok halmaza

### OOP-programozás (objektumorientált)
```
class
 
OOP

{

    
public
 
int
 
x
;
 
//publikus elérésű egész x

    
private
 
int
 
y
;
 
//private, tehát nem lehet elérni másik osztályból

    
public
 
int
 
Y
   
//itt egy tulajdonság, mely tulajdonságot ad az y private változónak, hogy el lehessen érni

    
{

        
get
  
{
 
return
 
y
;
 
}

        
set
  
{
 
y
 
=
 
value
;
 
}

    
}

}

class
 
ÚjOsztály
 
// egy másik osztály

{

    
public
 
static
 
void
 
Main
()

    
{

        
OOP
 
származtat
 
=
 
new
 
OOP
();
 
// származtatunk az OOP osztályból, hogy elérhessük annak az osztálynak a tartalmát

        
származtat
.
x
 
=
 
17
;
  
// az OOP osztály x változója = 17

        
származtat
.
Y
 
=
 
18
;
  
// a set blokkon keresztül értéket adunk az Y-nak és aztán azt az értéket visszaadjuk a get blokk segítségével az y-nak

        
Console
.
WriteLine
(
"x = {0}, y = {1}"
,
 
származtat
.
x
,
 
származtat
.
Y
);
 
// x = 17, y = 18

        
Console
.
ReadKey
();

    
}

}

```

Osztályok láthatósága a C#-ban (zárttól a nyitott felé):
- private: nem lehet elérni másik osztályból. Alapesetben minden osztály, metódus, stb. ilyen.
- protected: származtatott osztályból érhető el.
- internal: azonos assembly-ből elérhető
- protected internal: fenti két csoport uniója
- public: bárhonnan elérhető

### Struktúra
A struktúra egy másik adatszerkezet a nyelven belül, mely nagyban hasonlít az osztályra. A fő különbség az, hogy míg az osztályok példányait referenciaként kezeli a nyelv, a struktúrapéldányokat érték szerint. Ez akkor válik nyilvánvalóvá, amikor pl. egyedet másolunk. Ha objektumról (osztályról) van szó, és a másolatban megváltoztatunk egy adott adattagot (módosítunk/felülírunk egy struktúrapéldányt vagy felülírunk egy osztálypéldányt), akkor az a tulajdonság az eredeti egyedben is megváltozik. Ellenben, ha struktúráról beszélünk, akkor másolatnál egy teljesen új memóriaterületre íródik le az új adattag, ezért ha azt meg is változtatjuk, az az eredetit nem befolyásolja.
```
struct
 
struktúra_1

{

    
public
 
int
 
kor
;

    
private
 
string
 
név
;
 
// mivel private, létre kell hoznunk egy értékadó tagfüggvényt.

    
public
 
string
 
Név

    
{

        
get
 
return
 
név
;

        
set
 
név
 
=
 
value
;

    
}

}

public
 
class
 
struktúra_használ

{

    
public
 
static
 
void
 
Main
()

    
{

        
struktúra_1
 
adatok
 
=
 
new
 
struktúra_1
();
 
// példányosítunk

        
adatok
.
kor
 
=
 
14
;

        
adatok
.
Név
 
=
 
"Kovács István"
;

        
Console
.
WriteLine
(
"Az életkorom: {0}, a nevem: {1}"
,
 
adatok
.
kor
,
 
adatok
.
Név
);

        
Console
.
ReadKey
();

    
}

}

```

Egy másik különbség, hogy struktúráknak nem adhatunk meg paraméter nélküli konstruktort, automatikusan generálódik hozzá egy. Amennyiben fontos számunkra a struktúra érvényessége, készíthetünk hozzá ellenőrző metódust.
Egy különleges alkalmazási formája a csak olvasható struktúra, amelyek használata javasolt elemi, adattároló struktúrák esetén.

### Nullable referencia típusok
A C# 8.0 legnagyobb újdonsága a Nullable referencia típusok, ami kicsit félrevezető név. A referencia típusok eddig is felvehettek null értéket. Ha azt nem kezeltük le, hogy egy referencia null értéket is felvehet és úgy próbáltunk rajta metódust hívni, vagy tulajdonságot lekérdezni/írni, akkor NullReferenceException típusú kivételt kaptunk.
Ez pedig sajnos a "legnépszerűbb" futásidejű hiba típussá nőtte ki magát az elmúlt jó pár évben. Ez alatt az értendő, hogy a fejlesztők leginkább ilyen kivételekkel találkoznak fejlesztés közben, ha nem jól írják meg a kódjukat.
Ebben hivatott segíteni a Nullable reference types bevezetése. Ez a gyakorlatban azt jelenti, hogy a ? operátort ki kell tennünk referencia típusok esetén, ha azt szeretnénk jelezni, hogy az a változó megengedett, hogy null értéket vegyen fel.
Ebben az esetben, ha elmulasztjuk a null ellenőrzést, akkor már fordítási idejű figyelmeztetést kapunk.
Ha pedig nem jeleztük, hogy a változó null értéket is felvehet, akkor a fordító a változót úgy fogja kezelni, mint ami referencia, de normál körülmények között nem lenne szabad neki null értéket felvennie. Ebben az esetben a null check elmulasztása szintén fordítási idejű figyelmeztetést fog generálni.